# Guldgrävare (kortspel)
Guldgrävare, även kallat Yukon, är ett kortspel som går ut på att samla poäng genom att ta hem stick som innehåller så värdefulla kort som möjligt. Högsta poängen erhålls för knektarna, i det här spelet kallade guldgrävare. I given delas fem kort ut till varje spelare, och resterande kort bildar en talong från vilken spelarna kompletterar sina händer under spelets gång. Vinnare är den spelare som vid givens slut spelat hem flest poäng; vid eventuell lika poängställning vinner den som tagit hem spaden, det vill säga spader ess.